# ألفارو كامينا
ألفارو كامينا (بالإنجليزية: Álvaro Caminha) هو مستكشف برتغالي في القرن 15.